# Табориште
Табориште је насељено место у саставу града Петриње, у Банији, Република Хрватска.

## Историја
Табориште се од распада Југославије до августа 1995. године налазило у Републици Српској Крајини.

## Становништво
На попису становништва 2011. године, Табориште је имало 227 становника.

## Попис 1991.
На попису становништва 1991. године, насељено место Табориште је имало 317 становника, следећег националног састава:
| Попис 1991.‍  | Попис 1991.‍  | Попис 1991.‍ | Попис 1991.‍ | Попис 1991.‍ |
| ------------ | ------------ | ----------- | ----------- | ----------- |
|              |              |             |             |             |
| Хрвати       | Хрвати       |             | 248         | 78,23%      |
| Срби         | Срби         |             | 28          | 8,83%       |
| Југословени  | Југословени  |             | 13          | 4,10%       |
| Роми         | Роми         |             | 10          | 3,15%       |
| Муслимани    | Муслимани    |             | 1           | 0,31%       |
| остали       | остали       |             | 1           | 0,31%       |
| неопредељени | неопредељени |             | 5           | 1,57%       |
| непознато    | непознато    |             | 11          | 3,47%       |
| укупно: 317  |              |             |             |             |